# 日韩基本条约
《日韩基本条约》，是1965年6月22日，大韩民国与日本國在日本东京签订的建立正式外交关系的条约。該條約的簽訂使韓日關係實現正常化。

## 概要
《条约》有英文、日文和韩文三个版本，都具有法律效用。如果日、韩版的内容有歧义，英文版内容将代替日、韩版的内容。
根据《条约》，韩日两国互设大使馆正式建立外交关系。1910年8月22日或以前由大日本帝国和大韩帝国签订的所有条约无效，日本也在條約同時承認大韓民國為朝鮮半島唯一合法政府。日本向韩国提供5亿美元的政府贷款，其中3亿美元为无偿的现金赠与，2亿美元为有偿的长期贷款。。2005年1月， 南韓政府解密外交文件披露， 1965年日本政府曾向南韓政府提議由日本政府直接向每個受害人支付款項， 但被南韓政府拒絕， 南韓要求由日本支付一筆過款項後再後南韓政府分發， 南韓政府從日本收到合計8億美元款項後將其私吞並沒有交與受害人。